# Anaplectella vanheurni
Anaplectella vanheurni är en kackerlacksart som beskrevs av Bruijning 1948. Anaplectella vanheurni ingår i släktet Anaplectella och familjen småkackerlackor. Inga underarter finns listade i Catalogue of Life.